# Mardiros III (ormiański patriarcha Konstantynopola)
Mardiros III (ur. ?, zm. ?) – w roku 1706 44. ormiański Patriarcha Konstantynopola.